# Einschaltdauer
Als Einschaltdauer (ED) bezeichnet man ein maximal zulässiges Betriebsintervall eines Betriebsmittels, nach dem eine Ruhephase zu erfolgen hat, um das Betriebsmittel nicht zu beschädigen oder zu zerstören. Die Nennbetriebsarten sind u. a. in der DIN VDE 0530-1 festgelegt.

## Kennzahl
Die Einschaltdauer kann als Größe der Dimension Zahl (Verhältnis von Nutzungsdauer zum Beobachtungszeitraum) beispielsweise in Prozent angegeben werden. In der Regel wird ergänzend der Nutzungszeitraum angegeben. Wenn nicht, gilt als Nutzungszeitraum 10 Minuten.
- Beispiel Gleichstrommotor: 20 % ED S3 – also z. B. 2 Minuten Betrieb, dann 8 Minuten Auskühlung

Eine dimensionsbehaftete Einschaltdauer gibt explizit die maximale kontinuierliche Nutzung und die darauffolgende Ruhezeit an.
- Beispiel Schweißgerät: 100A / 50 % ED S2 30 Minuten: bei 100 A Schweißstrom 15 Minuten schweißen, dann 15 Minuten Pause.

Beide Angaben sind ineinander umrechenbar.
Die Einschaltdauer kann implizit auch als Kriterium zur Abschätzung der Belastbarkeit bzw. Überlastbarkeit, zu den im Gerätedesign realisierten Reserven und somit auch zur Qualitätsbeurteilung herangezogen werden. Bei Elektrowerkzeugen im Heimwerkerbereich ist meist nur eine kurze ED auf den Geräten vermerkt, wohingegen bei Geräten für den gewerblichen Einsatz eine hohe ED (bis hin zu 100 %) zulässig sein kann.

## Betriebsarten
| VDE 0530-1 | Betriebsart                                                            |
| ---------- | ---------------------------------------------------------------------- |
| S1         | Dauerbetrieb, konstante Belastung                                      |
| S2         | Kurzzeitbetrieb, konstante Belastung                                   |
| S3         | Aussetzbetrieb ohne Einfluss des Anlaufens auf die Temperatur          |
| S4         | Aussetzbetrieb mit Einfluss des Anlaufens auf die Temperatur           |
| S5         | Aussetzbetrieb mit Einfluss des Anlaufens & Bremsen auf die Temperatur |
| S6         | Durchlaufbetrieb mit Aussetzbelastung                                  |
| S7         | Dauerbetrieb mit Anlauf & Bremsen                                      |
| S8         | Dauerbetrieb mit Laständerung                                          |

## Beispiele
Eine Einschaltdauer wird dann angegeben, wenn ein Gerät die Nennleistung nur zeitweise bereitstellen kann. Dies ist meist dann der Fall, wenn die Verlustwärme nicht ausreichend schnell abgeführt werden kann und deswegen auf Dauer Schäden oder vorzeitiges Versagen zu erwarten wären.
Man findet Angaben zur ED z. B. oft bei folgenden Geräten
- Schweißgeräte
- Elektromotoren
- Gleichstrommotoren
- Schleifmaschinen
- Starkstromrelais
- Magnetventile
- Küchengeräte, wie Stabmixer oder Kaffeemühle

Geräte mit 100 % ED können beliebig lange betrieben werden.